# Museo storico di Voghera "Giuseppe Beccari"
Il Museo storico di Voghera "Giuseppe Beccari" è uno spazio espositivo situato a Voghera, in provincia di Pavia, in Lombardia, e dedicato a un periodo storico compreso tra l'epoca napoleonica e il XX secolo. È appunto intitolato a Giuseppe Beccari, militare vogherese che volle l'istituzione di una sede museale.

## Storia
Venne fondato nel 1971 e ha una superficie espositiva di 1.200 m². È incentrato particolarmente sulla storia militare italiana ed ha sede nell'antica caserma di cavalleria di Voghera, che è dedicata al primo re dell'Italia unita, Vittorio Emanuele II. Una sala di 335 m² è destinata ai reperti di origine locale.

## Le esposizioni
Le collezioni sono formate da divise militari, sia di forze armate italiane che straniere, armi bianche e da fuoco, equipaggiamenti militari, documenti e medaglie risalenti a un periodo storico compreso tra i primi anni del XIX secolo e la seconda guerra mondiale, passando per varie epoche della storia d'Italia, tra cui il Risorgimento, che è cospicuamente rappresentato.
Il museo comprende anche una biblioteca storica in cui sono archiviati documenti relativi all'Esercito Italiano, alla Marina Militare all'Aeronautica Militare e all'Arma dei Carabinieri, tra cui lettere, diari e cartoline spedite dal fronte dai soldati, oltre che manifesti e stampe. Particolarmente fornita è la raccolta di fotografie, che è databile dalla prima alla seconda guerra mondiale passando dalla guerra civile spagnola e dal colonialismo italiano.
Tra i vari cimeli più importanti conservati nel museo ci sono l'Autobianchi A112 su cui morì in un attentato il generale Carlo Alberto dalla Chiesa e la pistola Beretta M34 che uccise Benito Mussolini. Le raccolte sono completate da dipinti eseguiti da pittori militari, ovvero da artisti che ritrassero scene di guerra direttamente dal fronte.